# Просена
Просéна е село в Северна България. То се намира в община Русе, област Русе.

## География
Селото се намира на 18 км СИ от гр. Русе. Населението е около 600 жители.
Добре развито зърнопроизводство, а в последните години се увеличават площите с нови трайни насаждения.

## История
До преди Освобождението на България от османска власт селото се е обитавало от мюсюлманско население от татарски произход. В него е бил разположен бивакът на турския военачалник Поросан, който е престоял дълго в селото. След неговото заминаване селцето се нарича Поросан, а по-късно получава името Просена.
През следващите години селото е покосено от чума и холера, при което измира по-голямата част от населението и селото почти се заличава. След това селото се премества на сегашното си място.
След Освобождаването на България от османска власт в малкото турско селище започват да се заселват българи от съседните села. От Гагаля се заселват родовете: Вълкови, Аврамови, Сенковци, Караганчеви и други, а от село Долно Абланово идва родът Интиреви.	Околностите на селото са били предимно от гори, които хората изсичат и започват да обработват освободената земя, а връзката с града е ставала с каруци по черен път.
Населението е участвало в две войни, в Балканската война загиват:
Андрей Йорданов Вълков, Велико Андреев Вълков, Илия Минев.
Във Втората Световна Война вземат участие 40 – 50 души бойци, а свидни жертви стават Никола Добрев Минев и Йордан Пасев Керезов.
В новия подем на селското стопанство хората от село Просена не остават назад, като показателен за това е факта че през септември 1948 г. се основава първото ТКЗС. Това става благодарение на Иван Атанасов Енев.

## Население
Численост на населението според преброяванията през годините:
| \| Година на преброяване \| Численост \| \| --------------------- \| --------- \| \| 1934 \| 1258 \| \| 1946 \| 1272 \| \| 1956 \| 1173 \| \| 1965 \| 1093 \| \| 1975 \| 1007 \| \| 1985 \| 941 \| \| 1992 \| 795 \| \| 2001 \| 773 \| \| 2011 \| 571 \| \| 2021 \| 498 \| |           |
| Година на преброяване | Численост |
| 1934 | 1258      |
| 1946 | 1272      |
| 1956 | 1173      |
| 1965 | 1093      |
| 1975 | 1007      |
| 1985 | 941       |
| 1992 | 795       |
| 2001 | 773       |
| 2011 | 571       |
| 2021 | 498       |

### Етнически състав
Преброяване на населението през 2011 г.
Численост и дял на етническите групи според преброяването на населението през 2011 г.:
|                     | Численост | Дял (в %) |
| Общо                | 571       | 100.00    |
| Българи             | 309       | 54.11     |
| Турци               | 97        | 16.98     |
| Цигани              | 62        | 10.85     |
| Други               | 0         | 0.00      |
| Не се самоопределят | 3         | 0.52      |
| Неотговорили        | 100       | 17.51     |

## Религии
В селото живеят три етноса: българи, турци и роми.
До 1915 година преобладава турскоезичното население, но след терора на румънските власти от Добруджа идват нови заселници, които са от селата Старо село и Нова Черна (Силистра), а постепенно идват и заселници от други села, както и много цигани.

## Обществени институции
Кметство и читалище „Пробуда“ – с. Просена.

## Културни и природни забележителности
През 1892 г. в с. Просена е създадено първото училище, което се помещава в частна турска къща и се състои от една класна стая, а децата се обучават от един учител и в едно помещение се учат четири отделения.
По инициатива на по-будни младежи от селото през 1928 година се основава читалище „Напредък“ от Иван Александров, Петър Копчев, Димитър Пенев. Закупени са първите книги със средства набрани от членски внос. По това време читалището е имало 150 члена, с чиято помощ се закупуват библиотечен шкаф и две маси, пейки за сядане са направени на доброволни начала. Читалището постепенно се утвърждава и започва активна театрална самодейност – изнасят се първите пиеси и ежегодно се коледува.
След 9.IX.1944 година е сменено името на читалището на „Пробуда“, а днес името му е „Максим Горки“. През годините читалището се е помещавало в различни сгради, а от дейността са се заделяли средства за построяването на нов читалищен дом. С помощта на местното население и кооперативното стопанство през 1969 г. е започната сградата, а през 1971 година завършена и обзаведена. Киносалонът е с 200 места, има обособени клубове, гримьорни, книгохранилище, а библиотеката е обзаведена според съвременните изисквания. Сформирани са битов хор, драматичен състав, клуб „Млад приятел на книгата“, библиотечния фонд наброява 5670 тома. Всяка година се закупуват нови книги, получават се и дарения. Към читалището има и самодейна вокална група с ръководител Недка Ганчева (пенсионирана учителка).

## Редовни събития
Съботата след Петковден (14 октомври) в месец октомври се чества и празника на селото (сбор).

## Други
Село Просена е разположено на равен участък, като около него няма замърсяващи производства. Населението се занимава предимно със селско стопанство (растениевъдство и животновъдство).
Характерни за Просена са каменните кариери намиращи се в края на селото.